# Liste du patrimoine immobilier classé de Saint-Ghislain
Cette page regroupe l'ensemble du patrimoine immobilier classé de la ville belge de Saint-Ghislain.
| Objet | Année de construction / Architecte | Adresse                    | Section communale | Coordonnées                      | Numéro d’inventaire | Illustration |
| --- | ---------------------------------- | -------------------------- | ----------------- | -------------------------------- | ------------------- | --- |
| Ancien hôtel de ville et halle (parties extérieures), Grand-Place, n°s27-28 |                                    | Grand-Place n°s27-28       |                   | 50° 26′ 54″ nord, 3° 49′ 10″ est | 53070-CLT-0001-01   | Ancien hôtel de ville et halle (parties extérieures), Grand-Place, n°s27-28 |
| L'église Saint-Géry de Baudour, à l'exception des deux travées de 1870 |                                    |                            |                   | 50° 29′ 04″ nord, 3° 50′ 02″ est | 53070-CLT-0003-01   | L'église Saint-Géry de Baudour, à l'exception des deux travées de 1870 |
| Ancien moulin de la Prévôté (ruines), corps de logis actuel avec dépendances et alentours (parc, étang, terrains)                                                                            |                                    |                            |                   | 50° 30′ 07″ nord, 3° 46′ 43″ est | 53070-CLT-0007-01   | Image manquanteTéléverser |
| Presbytère, Place, n°7 |                                    | Place n°7                  |                   | 50° 29′ 10″ nord, 3° 47′ 30″ est | 53070-CLT-0008-01   | Image manquanteTéléverser |
| Gare ferroviaire et dépendances (hangar aux marchandises et sanitaires) : façades et toitures, deux anciennes salles d'attente, plafonds de bois à caisson et grilles extérieures primitives |                                    | Rue Albert-Elisabeth, n°1A |                   | 50° 26′ 34″ nord, 3° 49′ 09″ est | 53070-CLT-0011-01   | Gare ferroviaire et dépendances (hangar aux marchandises et sanitaires) : façades et toitures, deux anciennes salles d'attente, plafonds de bois à caisson et grilles extérieures primitives |
| La cure de l'église Saint-Géry à Baudour |                                    |                            |                   | 50° 29′ 04″ nord, 3° 50′ 02″ est | 53070-CLT-0012-01   | Image manquanteTéléverser |
| Le fournil de l'église Saint-Géry à Baudour |                                    |                            |                   | 50° 29′ 05″ nord, 3° 50′ 01″ est | 53070-CLT-0013-01   | Image manquanteTéléverser |